# Итаугуа
Итаугуа́ — город департамента Сентраль, Парагвай. Основан в 1728 году, известен своим изысканным и своеобразным искусством нандути и своей музыкой.
Музей Сан-Рафаэль демонстрирует большое разнообразие достопримечательностей колониальной эпохи.
Национальный Госпиталь, один из важнейших институтов здравоохранения, находится в этом городе.
Город расположен в 30 км от Асунсьона. Был основан 27 июня 1728 года бароном Мартином де Баруа.

## История и топонимика
Архитектура колониальной эпохи до сих пор сохранилась в центре города.
Его название связано с ручьём Итай, который протекает через город. Таким образом, слова «ита» (камень на языке гуарани), и «гуа», что указывает на принадлежность к языку гуарани, сформировали название города.
На самом деле Итаугуа часто называют «Городом Нандути», нандути — это его основной вид прикладного искусства, известный своим сходством с паутиной.
Одним из самых важных культурных событий является фестиваль нандути, который собирает много зрителей каждый год уже более 30 лет. Впервые празднование состоялось в июне 1970 года. В этом событии участвовали великие музыканты, такие как Хуан Канчио Баррето, Групо Генерацион, Кемил Ямбай, Вокал Дос, Оскар Перес и его группа, а также знаменитая группа Хуана Карлоса Овьедо, «Акуна Бразерс».
В городе налажена поставка питьевой воды по всей территории — своеобразная санитарно-экологическая компенсация отсутствия канализации.

## География
По данным Главного управления статистики, опросов и переписи населения, в Итаугуа проживает 89449 человек, из них 44 997 мужчин и 44 451 — женщин.
Климат довольно свежий. Преобладает тёплая погода с высокими температурами в течение весны и лета.

## Экономика
Экономика Итаугуа характеризуется высоким уровнем производства и продажи текстиля нандути. Эта продукция экспортируется во многие зарубежные страны. Туристы всегда покупают нандути в качестве сувенира, который также активно продаётся на международном рынке.
До города Итаугуа можно добраться по маршруту от Асунсьона, где есть много автобусов, которые идут туда. Маршрут тщательно продуман.

## Искусство и культура
Итаугуа гордится своей культурой, музыка является одним из самых популярных занятий, несколько представителей парагвайской эстрады были родом из Итаугуа. Родились в Итаугуа такие знаменитости, как Феликс Фернандес, известный своими стихотворениями на гуарани, писатель Николас Коппуло и Хуан Крисостомо Сентурион, герой парагвайской войны и известный политик в послевоенные годы. Город также является колыбелью выдающихся художников и музыкальных коллективов (Вокал Дос, Эволюцион и др.).
Город празднует в конце июня годовщину своего основания. Фестиваль привлекает внимание других городов благодаря танцам, музыке и прочему фольклору.
В городе производят нандути — это кружева, сотканные иглами, имеющие круговую текстуру. Эта ткань является очень деликатной и используется для украшения одежды. Нандути является гордостью местных жителей.
Среди туристических достопримечательностей — горы Патиньо и Церрито, церковь Вирхен-дель-Росарио и музей Сан-Рафаэль, включающий элементы колониальной архитектуры, построенные во времена бывшего диктатора Хосе Гаспара Родригеса де Франсии.